# Canon EOS R7
7D Mark II (réflex)
EOS 90D (réflex)
Le Canon EOS R7 est un appareil photo hybride (à objectifs interchangeables) au format APS-C produit par Canon,,. L'appareil a été annoncé le 24 mai 2022 et commercialisé au Japon le 23 juin 2022,. Avec le Canon EOS R10, le R7 est le premier des deux appareils APS-C de la gamme EOS R de Canon. Deux objectifs RF-S ont été proposés comme objectifs de kit avec le R7 : le RF-S 18-150mm f/3.6-6.3 IS STM et le RF-S 18-45 f/4.5-6.3 IS STM.

## Principales caractéristiques
Le R7 représente le haut de la gamme d'appareils APS-C de Canon, qui était précédemment occupé par l'appareil réflex 7D Mark II depuis 2014,,. Par ailleurs, le R7 reprend le capteur de 32,5 mégapixels équipant le 90D, tout en profitant des améliorations apportées par le processeur d'images DIGIC X et le passage de Canon au système hybride.
Voici les principales caractéristiques du R7 :
- Capteur CMOS APS-C de 32,5 mégapixels[10]
- Dual Pixel CMOS AF II avec suivi des personnes, des animaux et des véhicules[10]
- Mode rafale haute vitesse, allant jusqu'à 15 fps avec l'obturateur mécanique et jusqu'à 30 fps avec l'obturateur électronique[10]
- Stabilisateur d'image intégré par déplacement du capteur qui peut fournir jusqu'à 8 stops de correction de bougé[10]
- Enregistrement vidéo :
  - 4K/60 fps avec une couverture de 64 %
  - 4K/30 fps avec une couverture de 100 % (sans recadrage), interpolé à partir de la résolution 7K[10]
  - 1080p jusqu'à 120 fps[10]
  - HDR PQ ou Canon Log 3[10]
- Autofocus à couverture 100 % (en sélection Auto)[10]
- Autofocus à 5915 points, avec 651 zones d'autofocus en sélection automatique[10]
- Plage de sensibilité ISO de 100 à 32000 ; extensible jusqu'à 51200[10]
- Viseur électronique OLED 0,39" de 2,36 millions de points avec un taux de rafraichissement réglable 60/120 fps
- Écran tactile LCD orientable[10]
- Double emplacement pour carte mémoire SD UHS-II[10]
- Connecteur USB 3.2 Gen 2 type-C pour la charge et le transfert des données[10]
- Connectivité Wi-Fi et Bluetooth[10]
- Processeur d'images DIGIC X [10]

## Images

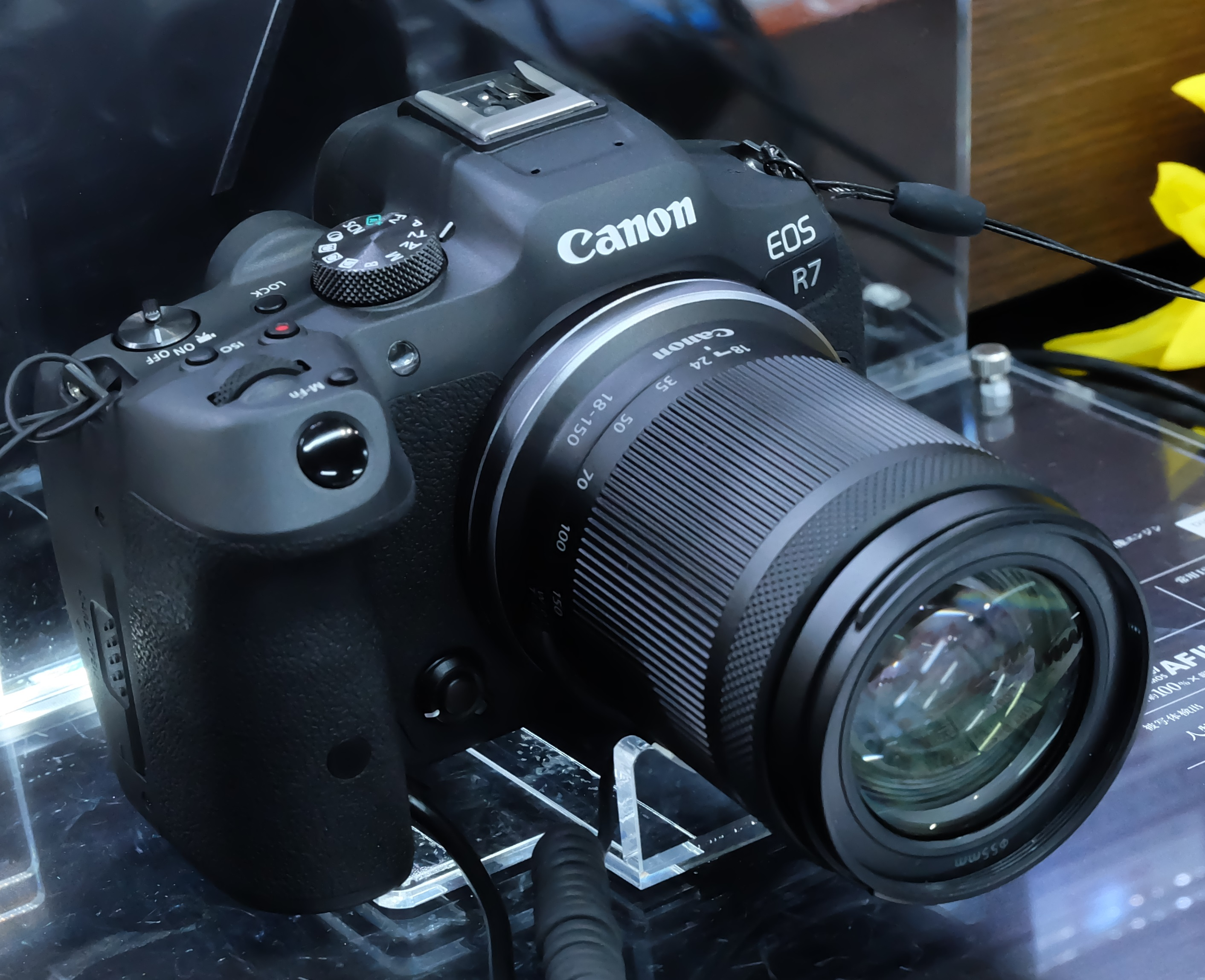
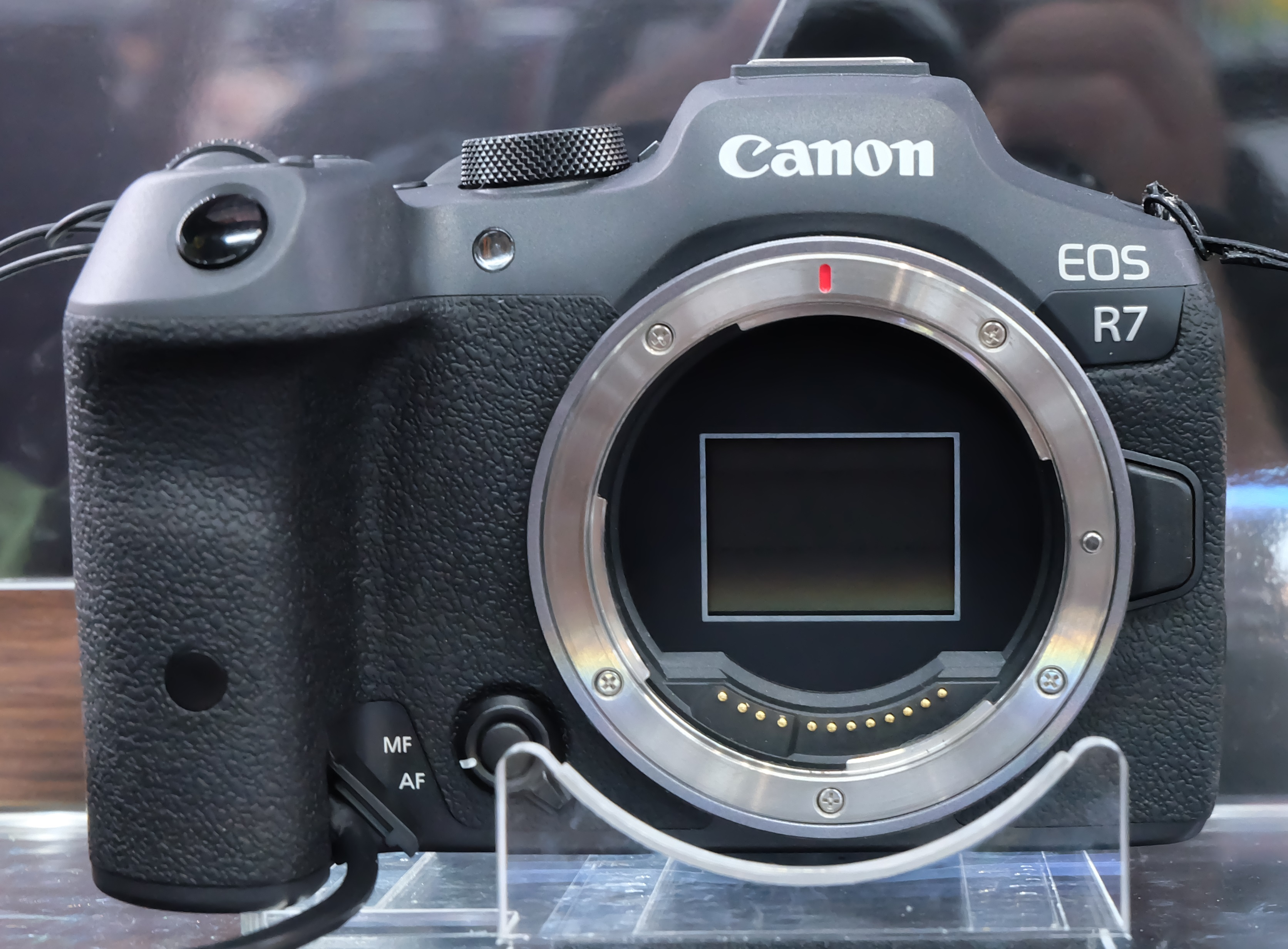
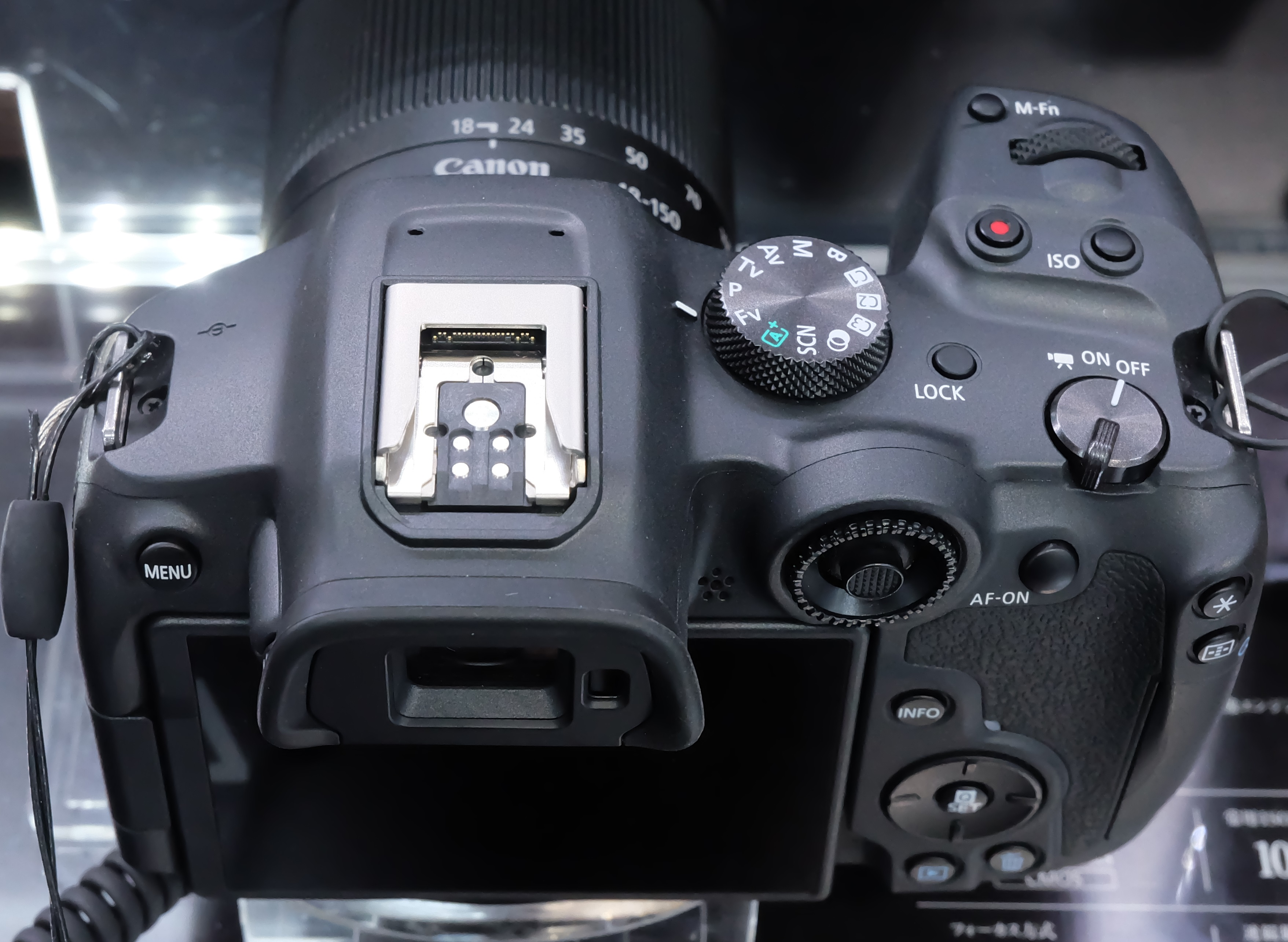
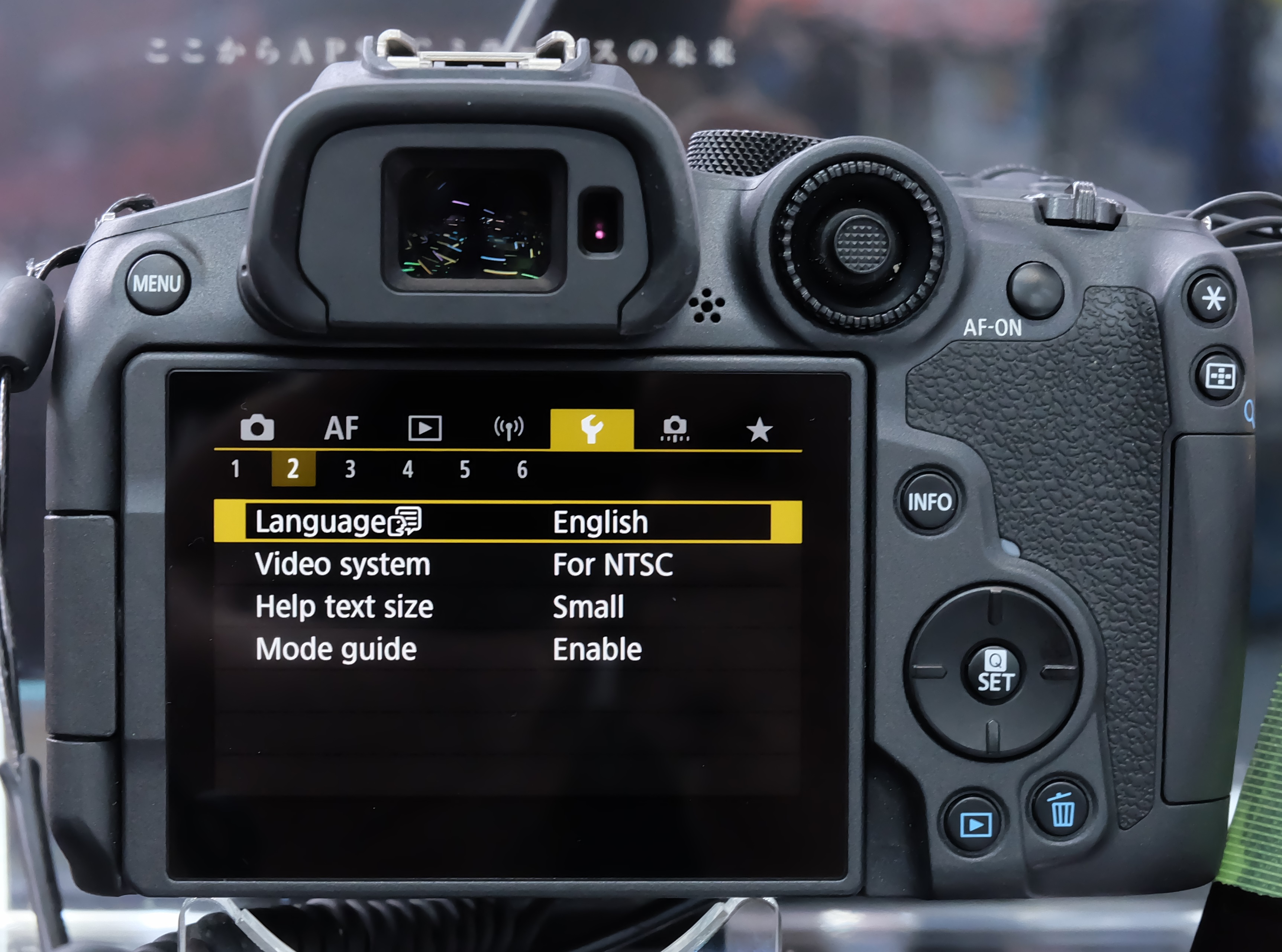
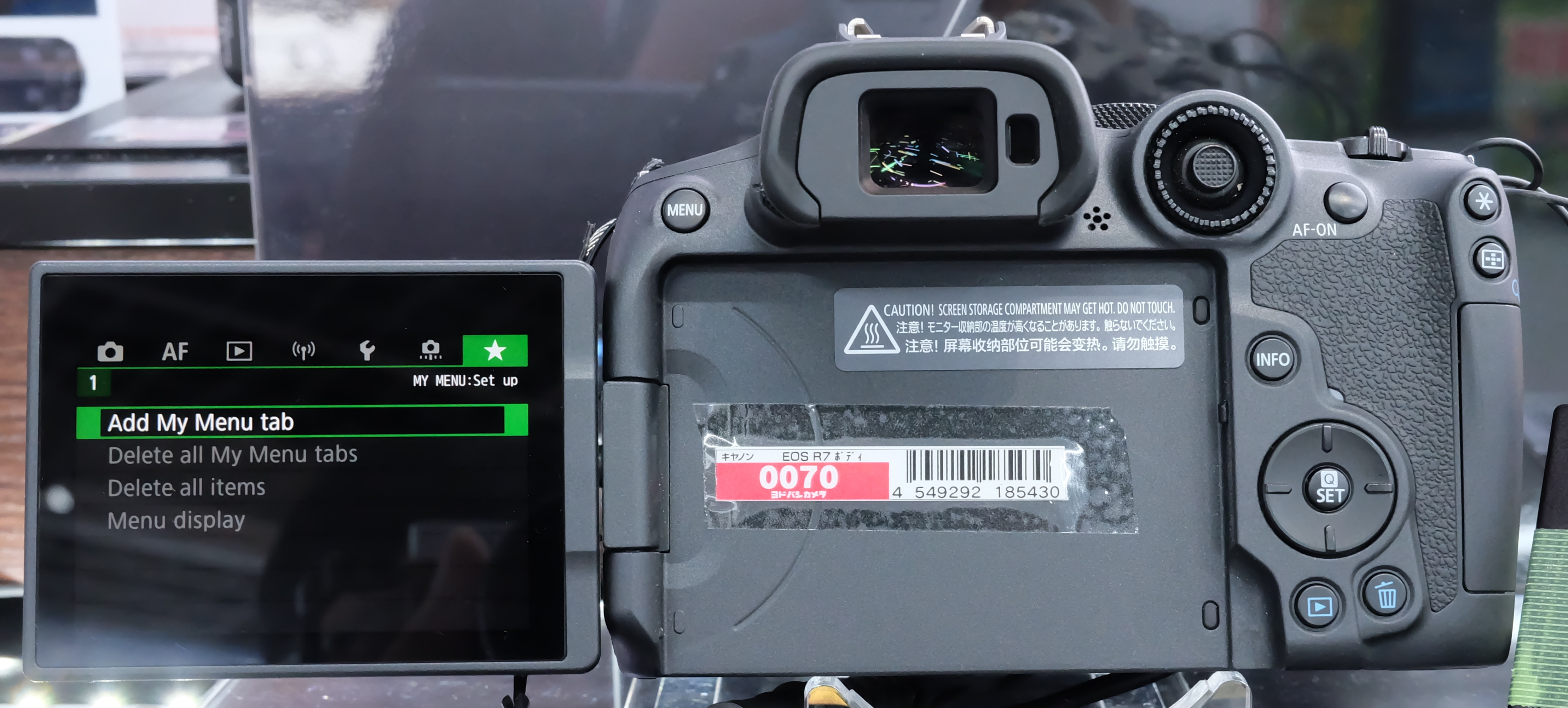
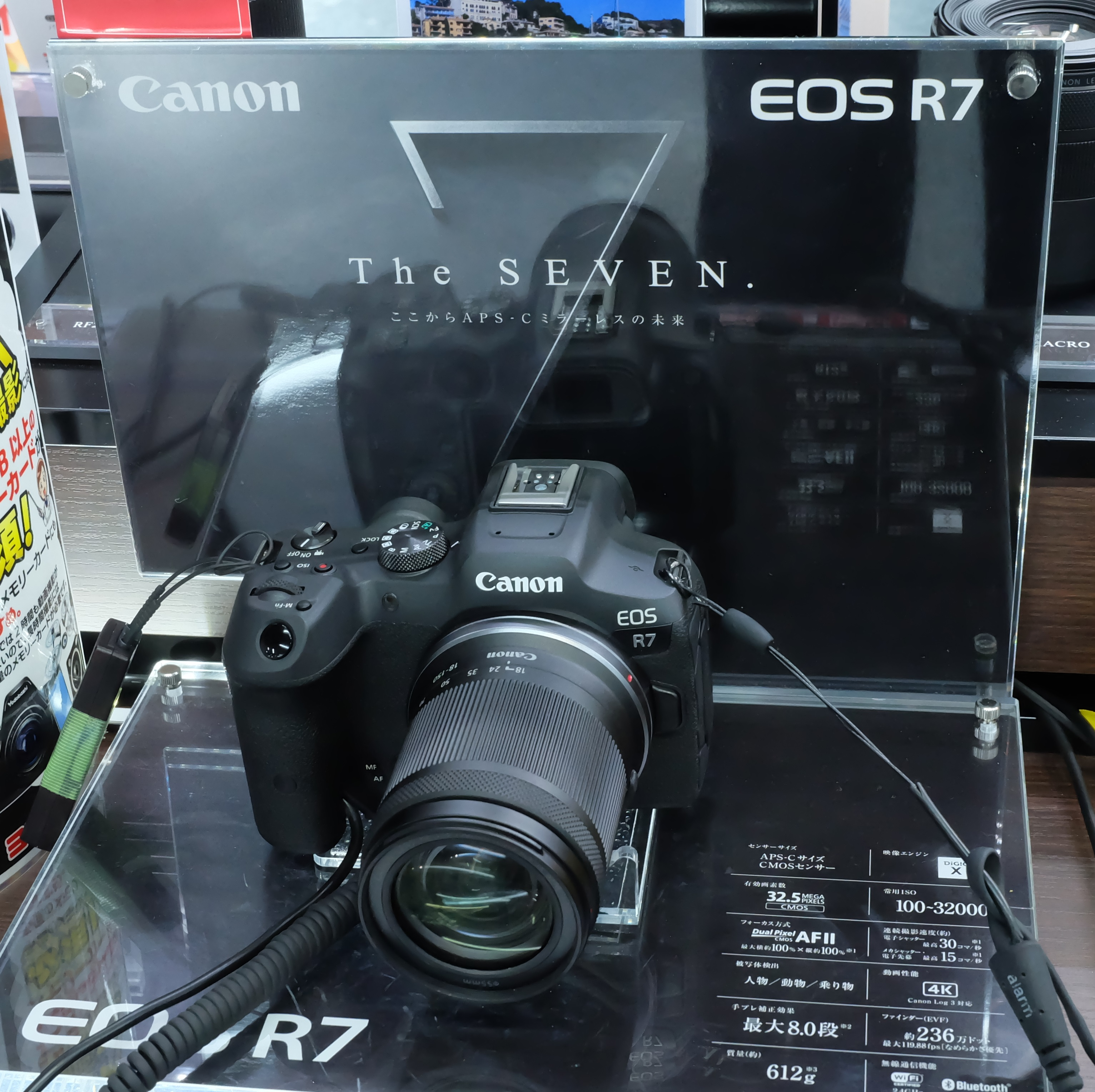